# Colon ascendent
Colonul ascendent este partea colonului situat între cecum și colonul transvers. Colonul ascendent este mai mic în calibru decât cecumul, locul de unde începe. 

## Anatomie
Colonul ascendent urcă către ficat, până pe suprafața acestuia, sub lobul drept, în partea dreaptă a vezicii biliare, unde este ancorat într-o depresiune superficială, impresiunea colică; aici se apleacă brusc înainte și spre stânga, formând flexura colică dreaptă (hepatică), unde devine colonul transvers. 
Acesta este susținut de peretele posterior al abdomenului prin peritoneu, care acoperă suprafața sa anterioară și părțile laterale, iar suprafața sa posterioară este conectată prin țesutul areolar liber cu iliacus, quadratus lumborum, aponeurotic, origine a abdominis transversus, și cu partea din față, partea inferioară și laterală a rinichiului drept. 
Uneori, peritoneul îl investește complet și formează un mezocolon distinct, dar îngust. 
Este în relație, în față, cu convoluțiile ileonului și pereților abdominali. 
Inervarea parasimpatică a colonului ascendent este furnizată de nervul vag. Inervația simpatică este furnizată de nervii splanchnici toracici. 

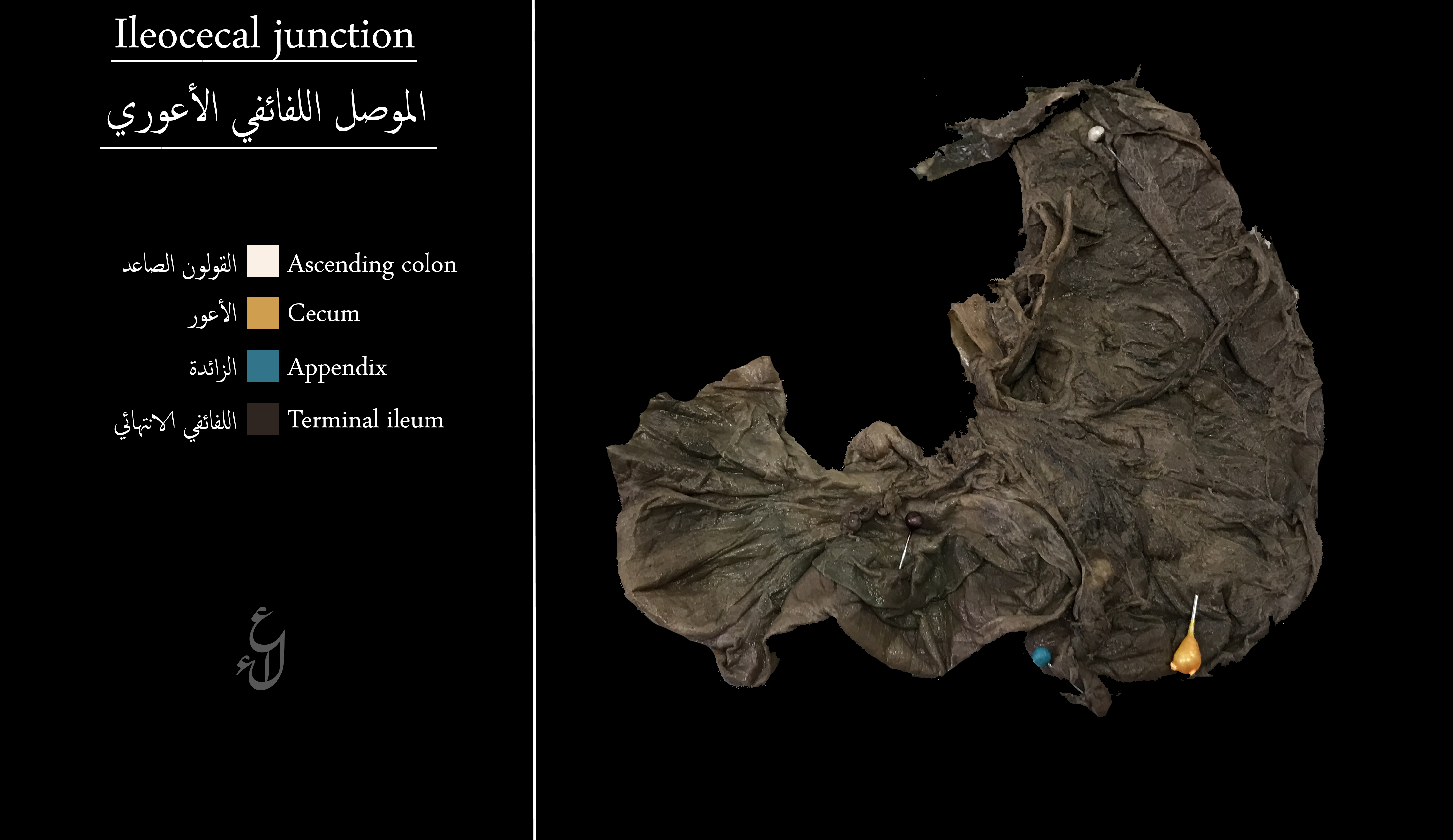
Joncțiunea ileocecală (colonul ascendent apare în culoarea albă)

## Imagini suplimentare
- Inner diameters of different sections of the large intestine, with ascending colon (at left) measuring on average 6.6 cm (range 6.0-7.0 cm).[2]
- 1: Ascending colon
2: Transverse colon
3: Descending colon
4: Sigmoid colon
5: Rectum

Inner diameters of different sections of the large intestine, with ascending colon (at left) measuring on average 6.6 cm (range 6.0-7.0 cm).
1: Ascending colon 2: Transverse colon 3: Descending colon 4: Sigmoid colon 5: Rectum
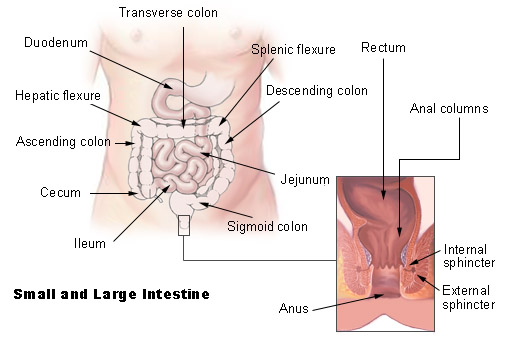
Intestines
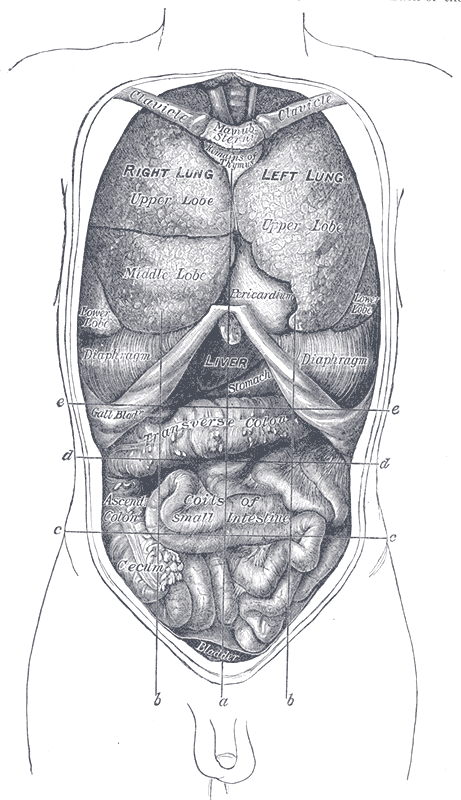
Front view of the thoracic and abdominal viscera.
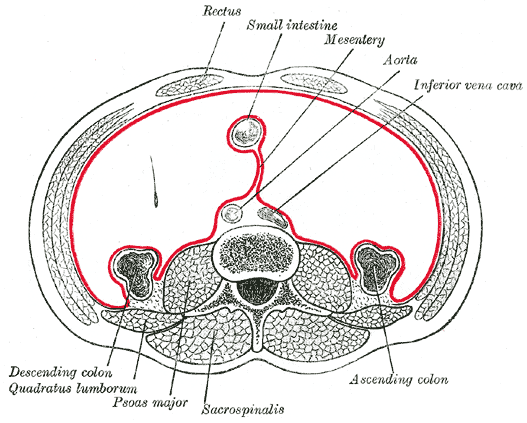
Horizontal disposition of the peritoneum in the lower part of the abdomen.
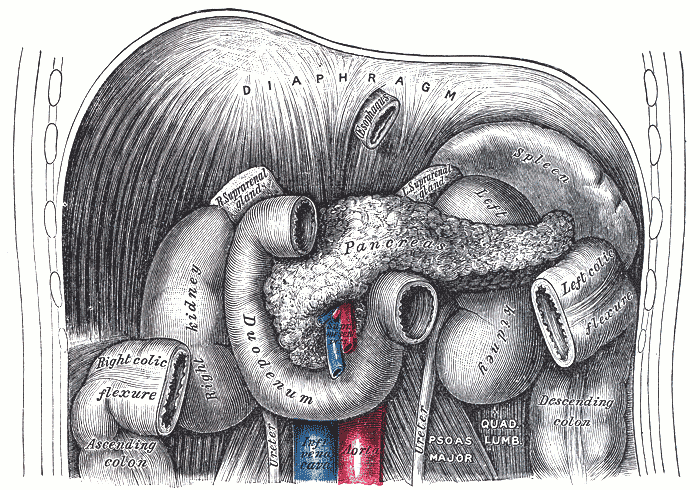
The duodenum and pancreas.
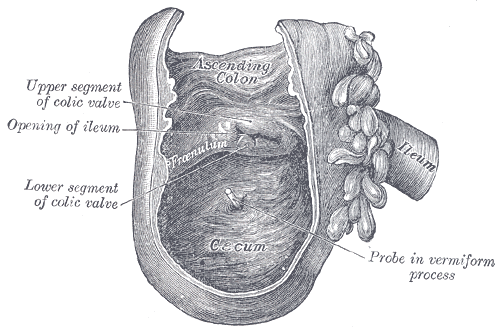
Interior of the cecum and the lower end of ascending colon, showing colic valve.
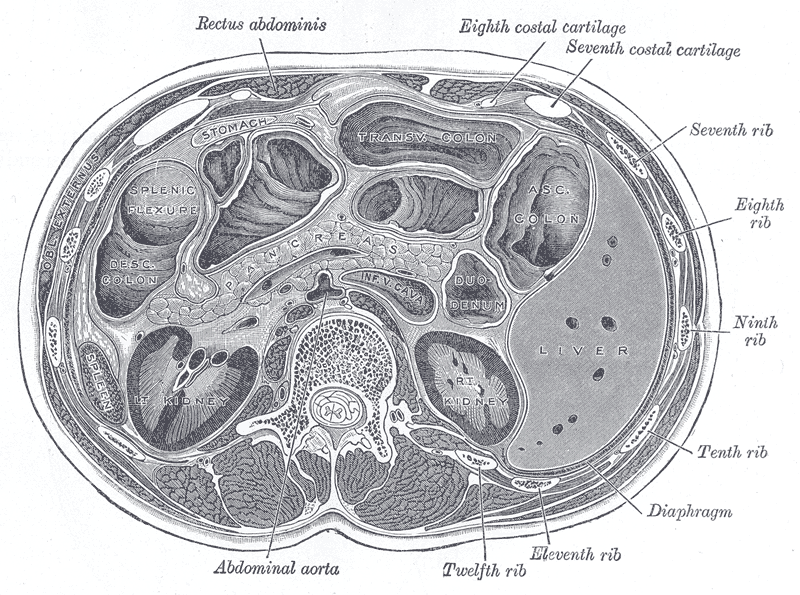
Transverse section through the middle of the first lumbar vertebra, showing the relations of the pancreas.
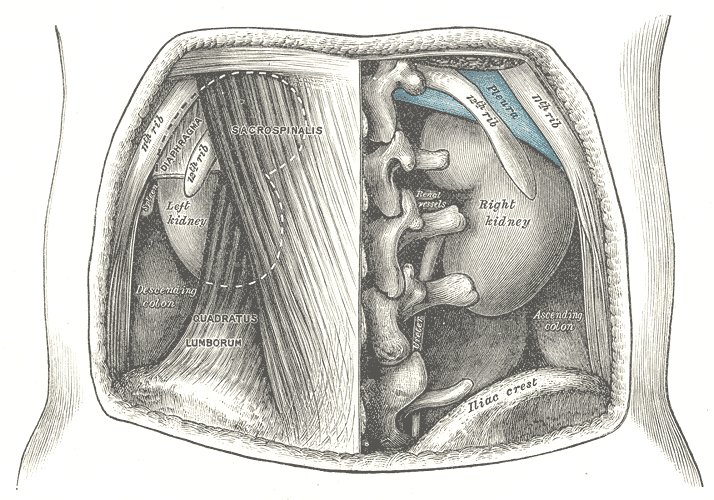
The relations of the kidneys from behind.
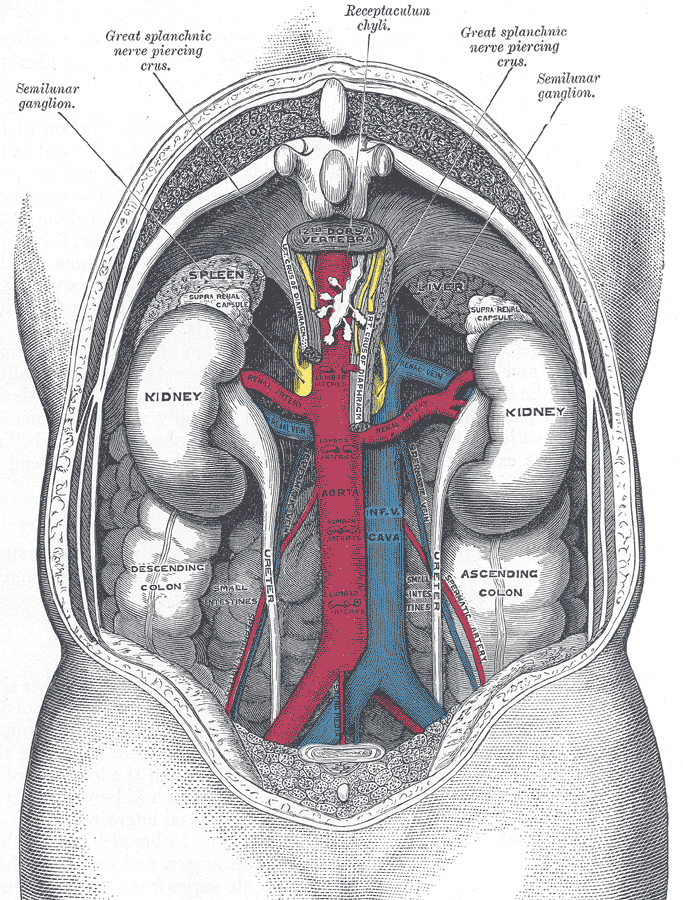
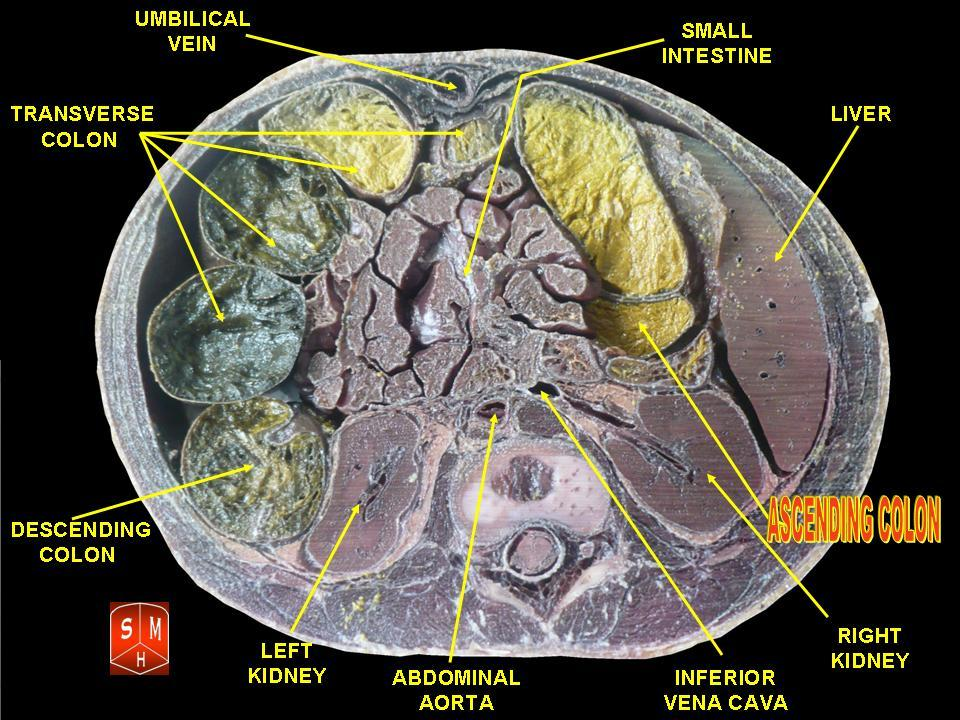
Ascending colon
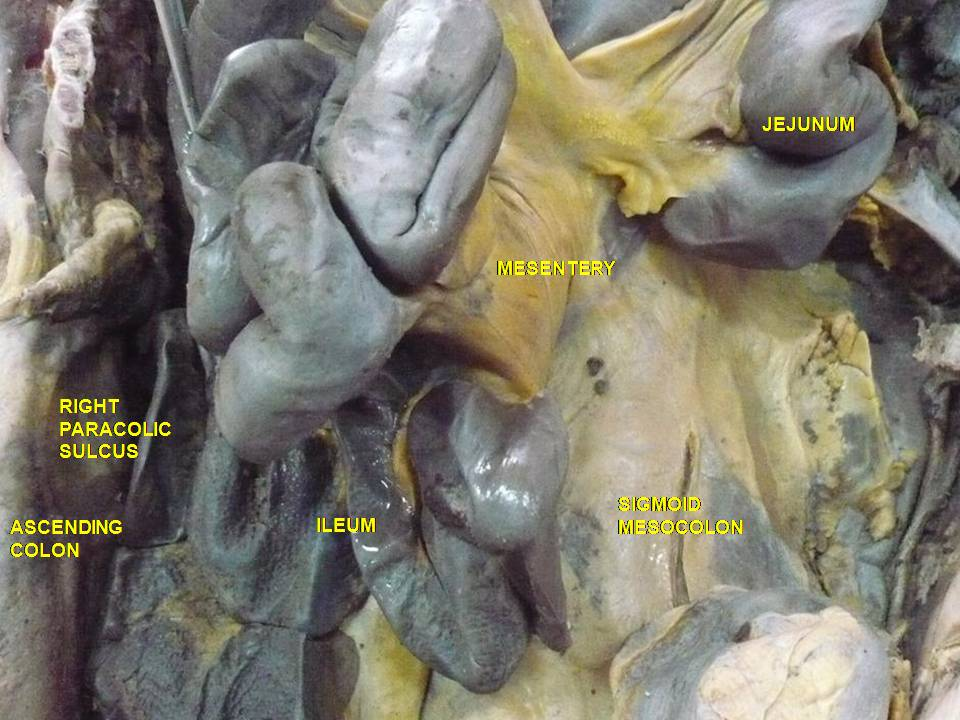
Mesenteric relation of intestines. Deep dissection. Anterior view.